# Katarzyna Sokołowska (dyrygent)
Katarzyna Elżbieta Sokołowska – polska dyrygent, dr hab., profesor Katedry Dyrygentury Wydziału Edukacji Muzycznej Uniwersytetu Kazimierza Wielkiego.

## Życiorys
Obroniła pracę doktorską, następnie uzyskała stopień doktora habilitowanego. 18 kwietnia 2011 uzyskała tytuł profesora sztuk muzycznych. Została zatrudniona na stanowisku profesora nadzwyczajnego w Katedrze Dyrygentury Chóralnej na Wydziale Dyrygentury Chóralnej, Edukacji Muzycznej, Muzyki Kościelnej, Rytmiki i Tańca Uniwersytetu Muzycznego Fryderyka Chopina.
Awansowała na stanowisko profesora zwyczajnego w Katedrze Dyrygentury Chóralnej na Wydziale Edukacji Muzycznej Uniwersytetu Muzycznego Fryderyka Chopina, oraz na Wydziale Edukacji Muzycznej Uniwersytetu Kazimierza Wielkiego.
Jest profesorem Katedry Dyrygentury Wydziału Edukacji Muzycznej Uniwersytetu Kazimierza Wielkiego.